# Szymon Bogumił Zug

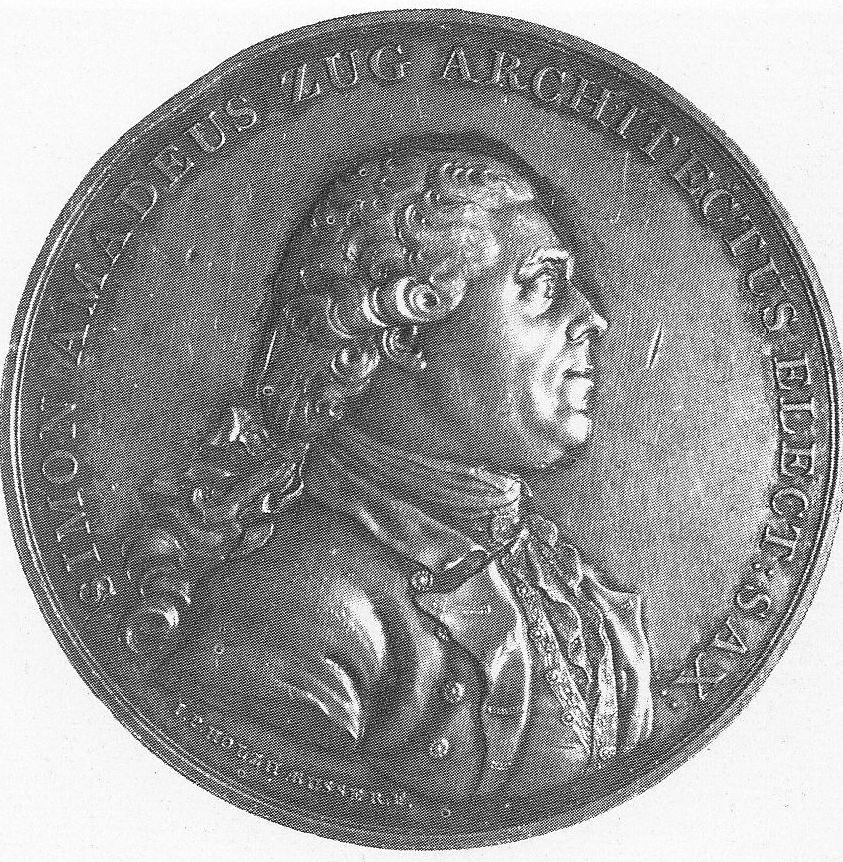
Szymon Bogumił Zug, 1781

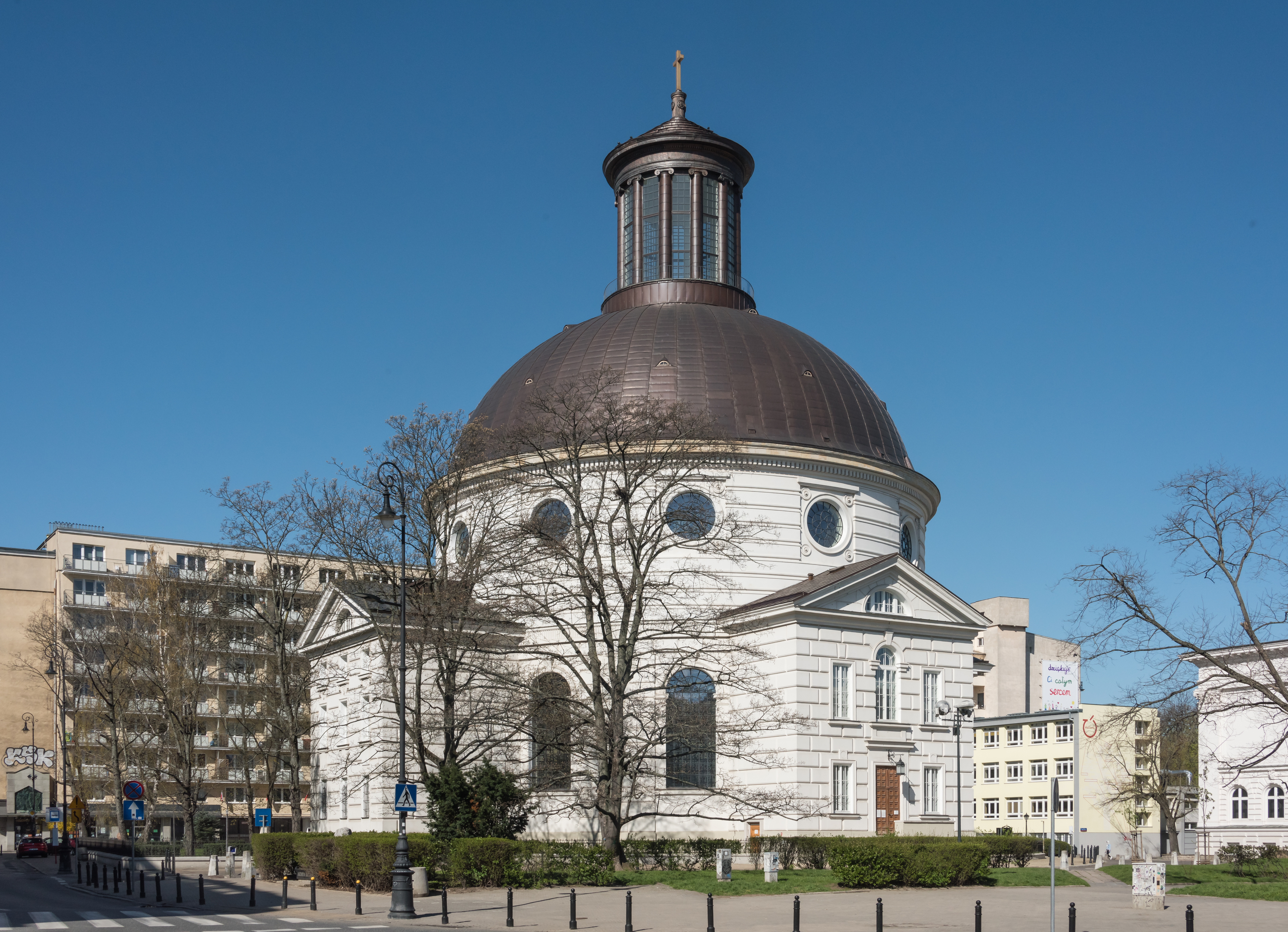
Holy Trinity Church, Warszawa

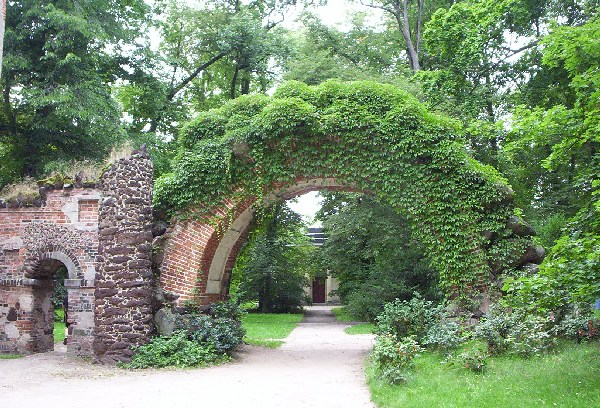
Vòm đá theo phong cách La Mã trong vườn Arkadia

Szymon Bogumił Zug (20 tháng 2 năm 1733 – 11 tháng 8 năm 1807), tên khai sinh là Simon Gottlieb Zug, là một kiến trúc sư theo trường phái cổ điển Ba Lan-Đức. Ông sinh ra tại Merseburg thuộc Tuyển hầu xứ Sachsen, và đã dành phần lớn cuộc đời tại Liên bang Ba Lan và Lietuva. Ông được phong làm quý tộc tại đây vào năm 1768.